# Архангельское (Рамонский район)
Архангельское — посёлок в Рамонском районе Воронежской области.
Входит в состав Большеверейского сельского поселения.

## История
Основан в сер. XVIII века, как владельческий хутор. По имени владельцев именовался Чуриловой, затем — Поздняково. В 1859г. в селе проживало 427 человек, было 30 дворов. 1900г. население составляло 378 человек, проживавших в 66 дворах. Кроме того, при селе было два небольших хутора Позднякова Степана Марковича, с населением 28 и 22 человека. На реке стояла его мельница, а в лесу (на противоположном берегу реки) была его лесная караулка.

## География
Расположен вдоль правого берега реки Большая Верейка, напротив с. Большая Верейка. 
В поселке имеется одна улица — Весёлая.

## Население
| 1859 | 1897 | 2010 |
| ---- | ---- | ---- |
| 732  | ↘694 | ↘41  |